# Aerei della Regia Aeronautica nella seconda guerra mondiale
In questa voce sono elencati gli aerei della R.A. in servizio dal 1940 all'8 settembre 1943.

 Aerei impiegati dalla Regia Aeronautica durante la seconda guerra mondiale.

## Caccia
- Caproni Vizzola F.5
- Fiat C.R.25
- Fiat C.R.32 "Freccia"
- Fiat C.R.42 "Falco"
- Fiat G.50 "Freccia"
- Fiat G.55 "Centauro"
- IMAM Ro.44
- IMAM Ro.57
- Macchi C.200 "Saetta"
- Macchi C.202 "Folgore"
- Macchi C.205V "Veltro"
- Reggiane R.57
- Reggiane Re.2000 "Falco I"
- Reggiane Re.2001 "Falco II"
- Reggiane Re.2002 "Ariete"
- Reggiane Re.2005 "Sagittario"
- SAI Ambrosini 207
- Messerschmitt Bf 109
- Messerschmitt Bf 110

## Bombardieri
- Breda Ba.65 "Nibbio"
- Breda Ba.88 "Lince"
- Caproni Ca.135
- CANT Z.1007 "Alcione"
- CANT Z.1018 "Leone"
- Fiat B.R.20 "Cicogna"
- IMAM Ro.57bis(bombardiere in picchiata)
- Piaggio P.108
- Savoia-Marchetti S.M.79 "Sparviero"
- Savoia-Marchetti S.M.81 "Pipistrello"
- Savoia-Marchetti S.M.82 "Marsupiale"
- Savoia-Marchetti S.M.84
- Savoia-Marchetti S.M.85
- Savoia-Marchetti S.M.86
- Savoia-Marchetti S.M.89
- Reggiane Re.2002 "Ariete" (caccia bombardiere in picchiata)
- Dornier Do.217 (in realtà 12 caccia notturni, caccia-bombardieri nelle versioni J-1 e J-2)
- Junkers Ju.87 "Picchiatello"
- Junkers Ju.88

## Ricognitori
- CANT Z.501 "Gabbiano"
- CANT Z.506 "Airone"
- Caproni Ca.111
- Caproni Ca.133
- Caproni Ca.309 "Ghibli"
- Caproni Ca.310 "Libeccio"
- Caproni Ca.311
- Caproni Ca.312
- Caproni Ca.313
- Caproni Ca.314
- Fiat CANSA F.C.20
- Fiat R.S.14
- IMAM Ro.37
- IMAM Ro.43
- IMAM Ro.63
- Savoia-Marchetti S.55
- Fiesler Fi 156 "Storch"

## Trasporto
- Breda Ba.44
- Caproni Ca.101
- Caproni Ca.148
- Caproni Ca.308 "Borea"
- Fiat G.12
- Fiat G.18
- Savoia-Marchetti S.M.73
- Savoia-Marchetti S.M.74
- Savoia-Marchetti S.M.75
- Savoia-Marchetti S.M.82
- Savoia-Marchetti S.M.83
- Junkers Ju 52

## Addestratori
- AVIA FL.3
- Breda Ba.19
- Breda Ba.25
- Breda Ba.64
- Caproni Ca.100
- Caproni Ca.164 (di cui 16 catturati in Francia nel 1942)
- Fiat C.R.30 "Asso"
- IMAM Ro.41
- Saiman 202
- Arado Ar 96
- Nardi FN.305
- Saiman 204

## Aerei sperimentali o prototipi
Caccia
- Aeronautica Umbra S.A. (AUSA)
  - AUSA MB.902

- Breda
  - Breda BZ 303 "Leone II"

- Fiat Aviazione
  - Fiat C.R.33

- C.A.N.S.A.
  - Fiat CANSA F.C.20bis

- Caproni
  - Caproni F6M
  - Caproni F6Z
  - Caproni Ca.331 "Raffica"
  - Caproni Ca.380 "Corsaro"
  - Campini Caproni CC.2

- IMAM
  - IMAM Ro.58

- Piaggio
  - Piaggio P.119

- Reggiane
  - Reggiane Re.2003
  - Reggiane Re.2006

- Società Aeronautica Italiana Ambrosini
  - SAI Ambrosini 403

- Savoia-Marchetti
  - Savoia-Marchetti S.M.91
  - Savoia-Marchetti S.M.92

- Aeronautica Umbra S.A.
  - AUT 18

Bombardieri
- Breda
  - Breda Ba.201
  - Breda Bz.301 "Leone III" ("Löwe III")

- Piaggio
  - Piaggio P.111

- Reggiane
  - Reggiane Ca.405C "Procellaria"

## Aerei di preda bellica
Francia
- Breguet Bre 693 (bombardiere)
- Breguet Bre 695 (bombardiere)
- Caudron C.445 (trasporto)
- Dewoitine D.520 (caccia)
- Lioré-et-Olivier LeO 451 (bombardiere)
- Loire Nieuport LN 411 (bombardiere navale)
- Morane-Saulnier MS.406 (caccia)
- North American NA-57 (addestratore, di fabbricazione americana)
- Potez 63-11 (ricognitore)
- Potez 631 (caccia)

 Grecia
- PZL P.24 (caccia di fabbricazione polacca)

 Regno Unito
- Blackburn Skua (bombardiere)
- Bristol Beaufighter (bombardiere)
- Bristol Blenheim (bombardiere)
- Fairey Albacore (bombardiere)
- Fairey Swordfish (bombardiere)
- Gloster Gladiator (caccia)
- Hawker Hurricane (caccia)

 Jugoslavia
- Breguet Bre 19 (ricognitore di fabbricazione francese)
- Bücker Bü 131 "Jungmann" (addestratore di fabbricazione tedesca)
- de Havilland DH.60 Moth (ricognitore di fabbricazione inglese)
- Dornier Do 17 (bombardiere, di fabbricazione tedesca)
- Hawker Fury (caccia, di fabbricazione britannica)
- Messerschmitt Bf 108 "Taifun" (ricognitore, di fabbricazione tedesca)
- Potez 25 (ricognitore, di fabbricazione francese)
- Rogožarski IK-3 "Fizir" (caccia)
- Rogožarski PVT (caccia)
- Rogožarski SIM XIV H (ricognitore)

 Stati Uniti
- Beachcraft D17 (ricognitore)
- Consolidated B-24 Liberator (bombardiere)
- Curtiss P-40 Kittyhawk (caccia)
- Lockheed P-38 Lightning (caccia)